# Zefram Cochrane
Zefram Cochrane je fiktivní postava ze sci-fi světa Star Treku. Jedná se o vědce a vynálezce, který v roce 2063 jako první Pozemšťan vynalezl a vyzkoušel warp pohon vesmírné lodi, díky čemuž kontaktovali Zemi Vulkánci, kteří prolétali sluneční soustavou.

## Biografie
Cochrane se narodil v roce 2032 (podle oficiálních stránek Star Treku v roce 2030 a podle nekánonické novelizace filmu Star Trek: První kontakt v roce 2013). V 60. letech 21. století žil v Bozemanu v Montaně, kde ve starém nukleárním silu sestrojil z balistické rakety Titan II první vesmírné plavidlo Pozemšťanů vybavené warp pohonem, které nazval Phoenix. 4. dubna 2063 jej navštívila posádka lodi USS Enterprise-E z 300 let vzdálené budoucnosti, aby mu pomohla projekt dokončit, neboť Borgové (rovněž přiletivší z budoucnosti) měli v plánu Phoenix zničit, čímž by neproběhl první kontakt s mimozemskou rasou Vulkánců. 5. dubna 2063 však Cochrane s pomocí posádky Enterprise-E odstartoval a ve vesmíru poprvé vyzkoušel warp pohon. Jeho stopu zachytila vulkánská loď právě prolétající sluneční soustavou, která následně Pozemšťany v Bozemanu kontaktovala. Na paměť této události zde byla později vztyčena 20 metrů vysoká konstruktérova socha, Cochranovo jméno se stalo známým po celé Galaxii a ze sila Phoenixe se stal památník.
Na počátku 22. století spolupracoval s Henrym Archerem (otcem kapitána Jonathana Archera) na Projektu Warp 5, v roce 2119 otevřel na Zemi výzkumný komplex Warp 5 pro další vývoj warp pohonu. Později téhož roku odešel ze svého nového domova v kolonii na Alfě Centauri neznámo kam a byl prohlášen za mrtvého (podle oficiálních stránek zmizel se svoji lodí již v roce 2117). V roce 2267 jej však objevil výsadek z lodi USS Enterprise vedený kapitánem Jamesem Kirkem, který převážel nemocnou vyslankyni Federace, na asteroidu v oblasti Gama Canaris. Cochrane zde jako nesmrtelný žil předchozích 150 let díky spřátelení s energetickou bytostí zvanou Companion. To později vstoupilo do těla umírající vyslankyně Hedfordové, kterou tak zachránilo. Zefram Cochrane poté na asteroidu žil společně s Nancy Hedfordovou nyní již s typickým životním cyklem Pozemšťana.

## Účinkování a představitelé role
Poprvé se doktor Cochrane objevil v epizodě „Proměna“ původního seriálu Star Trek (1967). Zde jeho roli ztvárnil americký herec Glenn Corbett. Cochrane byl dále jednou z hlavních postav v celovečerním filmu Star Trek: První kontakt (1996), kde se v roli Zeframa Cochranea objevil James Cromwell. Ten se této role ujal i v pilotním díle seriálu Star Trek: Enterprise s názvem „Setkání u Broken Bow“ (2001). Archivní záběry ze snímku První kontakt byly použity ještě v epizodě „V zemi za zrcadlem (1. část)“ (2005), kde byly doplněny o záběry stejně oblečeného herce, jehož tvář však nebyla ukázána.